# Niphopyralis discipunctalis
Niphopyralis discipunctalis là một loài bướm đêm trong họ Crambidae.